# Ej som en främling
Ej som en främling är en amerikansk film från 1955 i regi av Stanley Kramer. Den är en filmatisering av romanen Not as a Stranger av Morton Thompson, och innebar också Stanley Kramers debut som filmregissör. Filmen följer Lucas Marsh (Robert Mitchum) som är beredd att göra allt för att bli en perfekt och felfri läkare.

## Rollista
- Olivia de Havilland - Kristina Hedvigson
- Robert Mitchum - Lucas Marsh
- Frank Sinatra - Alfred Boone
- Gloria Grahame - Harriet Lang
- Broderick Crawford - Dr. Aarons
- Charles Bickford - Dave
- Myron McCormick - Clem Snider
- Lon Chaney Jr. - Job Marsh
- Jesse White - Ben Cosgrove
- Harry Morgan - Oley
- Lee Marvin - Brundage
- Virginia Christine - Bruni
- Whit Bissell - Dr. Dietrich
- Jack Raine - Dr. Lettering
- Mae Clarke - syster Odell
- John Dierkes - Bursar
- Juanita Moore - Clara Bassett (ej krediterad)
- Harry Shannon - Ed, patient (ej krediterad)
- Carl Switzer - oväntad far (ej krediterad)